# Chełm (powiat średzki)
Chełm – wieś w Polsce położona w województwie dolnośląskim, w powiecie średzkim, w gminie Malczyce.

## Podział administracyjny
W latach 1975–1998 miejscowość należała administracyjnie do województwa wrocławskiego.

## Demografia
Według Narodowego Spisu Powszechnego liczył (III 2011 r.) 60 mieszkańców. Jest najmniejszą miejscowością gminy Malczyce.

## Zabytki
Do wojewódzkiego rejestru zabytków wpisany jest:
- zespół pałacowy, z XIX-XX w.:
  - pałac, z 1822 r., przełom XIX/XX w.
  - oficyna z przełomu XIX/XX w.
  - obora z przełomu XIX/XX w.
  - park z XIX w.